# Natação artística no Campeonato Mundial de Esportes Aquáticos de 2023 - Rotina técnica solo masculina

A estreia da prova de rotina técnica solo masculina de natação artística no Campeonato Mundial de Esportes Aquáticos de 2023 fora realizada nos dias 14 e 17 de julho de 2023 em Fukuoka, no Japão.

## Cronograma
Todos os horários estão na Hora Legal Japonesa (UTC+09).
| Data        | Hora  | Evento       |
| ----------- | ----- | ------------ |
| 14 de junho | 12:00 | Eliminatória |
| 17 de junho | 14:00 | Final        |

## Formato da competição
A competição consiste em duas rodadas: preliminar e final. Os 12 melhores nadadores classificam-se a final. Nesta edição, como haviam apenas 10, todos estavam automaticamente classificados à final.

## Medalhistas
| Ouro                                 | Prata                           | Bronze                   |
| Fernando Diaz Del Rio Soto · Espanha | Kenneth Gaudet · Estados Unidos | Eduard Kim · Cazaquistão |

## Resultados
| Pos. | Nadador                    | CON            | Eliminatória | Eliminatória | Final    | Final |
| Pos. | Nadador                    | CON            | Pontos       | Pos.         | Pontos   | Pos.  |
| ---- | -------------------------- | -------------- | ------------ | ------------ | -------- | ----- |
| 1    | Fernando Diaz Del Rio Soto | Espanha        | 220.4034     | 1            | 224.5550 | 1     |
| 2    | Kenneth Gaudet             | Estados Unidos | 214.4916     | 2            | 216.8000 | 2     |
| 3    | Eduard Kim                 | Cazaquistão    | 180.5634     | 5            | 216.0000 | 3     |
| 4    | Gustavo Sanchez            | Colômbia       | 202.2200     | 3            | 204.8617 | 4     |
| 5    | Ranjuo Tomblin             | Reino Unido    | 166.8601     | 6            | 193.7500 | 5     |
| 6    | Kantinan Adisaisiributr    | Tailândia      | 157.5800     | 8            | 180.1168 | 6     |
| 7    | Joel Benavides Lepe        | México         | 163.5466     | 7            | 170.7166 | 7     |
| 8    | Quentin Rakotomalala       | França         | 186.7233     | 4            | 167.3266 | 8     |
| 9    | Javier Ruisanchez          | Porto Rico     | 125.8333     | 10           | 136.8817 | 9     |
| 10   | Andy Gonzalez              | Cuba           | 128.4033     | 9            | 136.3867 | 10    |